# 北脇保之
北脇 保之（きたわき やすゆき、1952年（昭和27年）1月12日 – ）は、日本の自治官僚、政治家、政治学者（多文化共生）。
学位は政治学修士（コーネル大学・1981年）。東京外国語大学外国語学部教授（多言語・多文化教育研究センター長）、城西大学現代政策学部社会経済システム学科客員教授、浜松聖星高等学校理事長。
衆議院議員（1期）、浜松市長（第24・25代）などを歴任した。

## 概要

### 生い立ち
静岡県浜松市出身。静岡県立浜松北高等学校を卒業し、東京大学に進学した。1974年、東京大学法学部を卒業し、法学士の称号を取得した。

### 官界
東京大学卒業後、自治省に入省した。1982年栃木県税務課長。自治省では1988年から自治税務局企画課の理事官。自治省大臣官房の参事官などを務めた。1979年から1981年まで、政府派遣長期在外研究員として、アメリカ合衆国に留学した。コーネル大学の大学院にて修士課程を修了し、政治学のMaster of Arts（政治学修士）の学位を取得した。また、一時、福岡県福岡市に出向し、1989年福岡市役所の財政部長。福岡県財政局長を歴任した。1993年から財団法人自治体国際化協会の総務部にて部長を務め、1995年に自治省を退官。

### 政界
1996年10月20日に行われた第41回衆議院議員総選挙に新進党から立候補し、静岡県第8区にて自民党の塩谷立と日本共産党の平賀高成を破り、初当選を果たす。1997年末に新進党が解党すると、翌年には鹿野道彦、石井一、岡田克也らとともに国民の声の創立に参加した。国民の声が太陽党、フロム・ファイブと合併し民政党が設立されると、北脇も引き続き民政党に参加した。1998年、民政党は新党友愛、民主改革連合とともに旧民主党に合流し、民主党となった。
1999年、衆議院議員を辞職し、同年4月の静岡県浜松市長選挙に立候補し、当選を果たした。2001年、13市が参加する「外国人集住都市会議」を起ち上げた。
2003年4月27日に行われた浜松市長選挙でも当選。2期目となる市長在任中は、平成の大合併を背景に市町村合併を推進した。2003年に天竜川・浜名湖地域合併協議会を発足させ、2年後に浜北市、引佐町、細江町、三ケ日町、雄踏町、舞阪町、天竜市、佐久間町、水窪町、龍山村、春野町の編入を実現した。以降は政令指定都市への移行を推進し、2007年4月1日に政令指定都市への移行を果たす。
2007年4月8日に行われた浜松市長選挙に立候補。3選を目指すが、鈴木康友に僅差で敗れ落選した（鈴木：203,923票、北脇：192,293票）。同年4月30日、市長を退任した。
2022年春の叙勲で旭日小綬章を受章。

### 学界
2007年11月、東京外国語大学に採用され、多言語・多文化教育研究センターの教授に就任した。翌年には多言語・多文化教育研究センターのセンター長に就任した。東京外国語大学の世界言語社会教育センターにて教育研究プロジェクト支援部門に所属し、多文化共生の実践的な研究に従事した。
2011年3月に東京外国語大学を退職し、4月、城西大学現代政策学部社会経済システム学科の客員教授および浜松聖星高等学校の理事長に就任。

## 著作

### 共著
- 北脇保之・武田文男著『地方税法1』ぎょうせい、1992年。ISBN 4324030286
- 北脇保之・武田文男・今仲康之著『地方税法2』ぎょうせい、1992年。ISBN 4324030294

### 編著
- 北脇保之編著『「開かれた日本」の構想――移民受け入れと社会統合』ココ出版、2011年。ISBN 9784904595152

### 編纂
- 渡辺博史・北脇保之共編『新利子課税制度関係法令集――国税・地方税最新法令収録――法律・政令・省令三段対照』大蔵財務協会、1988年。

### 寄稿
- 野田毅・鈴木淑夫編著『政策不況――脱出の道筋』東洋経済新報社、1998年。ISBN 4492211020